# Großer Preis von Belgien 2018
Der Große Preis von Belgien 2018 (offiziell Formula 1 2018 Johnnie Walker Belgian Grand Prix) fand am 26. August auf dem Circuit de Spa-Francorchamps in Spa statt und war das 13. Rennen der Formel-1-Weltmeisterschaft 2018.

## Bericht

### Hintergründe
Nach dem Großen Preis von Ungarn führte Lewis Hamilton in der Fahrerwertung mit 24 Punkten vor Sebastian Vettel und mit 67 Punkten vor Kimi Räikkönen. In der Konstrukteurswertung führte Mercedes mit zehn Punkten vor Ferrari und mit 122 Punkten vor Red Bull Racing.
Beim Großen Preis von Belgien stellte Pirelli den Fahrern die Reifenmischungen P Zero Medium (weiß), P Zero Soft (gelb), P Zero Supersoft (rot) sowie für Nässe Cinturato Intermediates (grün) und Cinturato Full-Wets (blau) zur Verfügung.
Die DRS-Zonen blieben im Vergleich zum Vorjahr unverändert. Die erste Zone befand sich auf der Kemmel-Geraden und begann 310 Meter nach der Raidillon. Der Messpunkt lag 240 Meter vor dem Kurveneingang von Eau Rouge. Der Messpunkt für die zweite Zone lag 160 Meter vor der Bus-Stop-Schikane, auf der Start-Ziel-Geraden, 30 Meter nach der letzten Kurve, begann die DRS-Zone.
Marcus Ericsson (sieben), Romain Grosjean, Räikkönen (jeweils fünf), Pierre Gasly, Brendon Hartley, Sergei Sirotkin, Lance Stroll (jeweils vier), Kevin Magnussen, Sergio Pérez, Vettel, Max Verstappen (jeweils drei), Valtteri Bottas, Nico Hülkenberg, Daniel Ricciardo, Carlos Sainz jr. (jeweils zwei) und Stoffel Vandoorne (einer) gingen mit Strafpunkten ins Rennwochenende.
Mit Räikkönen (viermal), Hamilton (dreimal), Vettel (zweimal) und Ricciardo (einmal) traten vier ehemalige Sieger zu diesem Grand Prix an.
Rennkommissare an diesem Wochenende waren Yves Bacquelaine (BEL), Garry Connelly (AUS), Mika Salo (FIN) und Vincenzo Spano (VEN).

### Training
Im ersten freien Training war Vettel in 1:44,358 Minuten Schnellster vor Verstappen und Hamilton.
Räikkönen erzielte im zweiten freien Training in 1:43,355 Minuten die Bestzeit vor Hamilton und Bottas.
Im dritten freien Training war Vettel in 1:42,661 Minuten erneut der Schnellste vor Räikkönen und Hamilton. Das Training musste nach einem Unfall von Vandoorne kurzzeitig unterbrochen werden.

### Qualifying
Das Qualifying bestand aus drei Teilen mit einer Nettolaufzeit von 45 Minuten. Im ersten Qualifying-Segment (Q1) hatten die Fahrer 18 Minuten Zeit, um sich für das Rennen zu qualifizieren. Alle Fahrer, die im ersten Abschnitt eine Zeit erzielten, die maximal 107 Prozent der schnellsten Rundenzeit betrug, qualifizierten sich für den Grand Prix. Die besten 15 Fahrer erreichten den nächsten Teil. Räikkönen war Schnellster. Beide McLaren-, beide Williams-Piloten sowie Sainz jr. schieden aus.
Der zweite Abschnitt (Q2) dauerte 15 Minuten. Die schnellsten zehn Piloten qualifizierten sich für den dritten Teil des Qualifyings. Vettel war wieder Schnellster. Hülkenberg, der in diesem Abschnitt keine Zeit fuhr, beide Sauber- und beide Toro Rosso-Piloten schieden aus.
Der finale Abschnitt (Q3) ging über eine Zeit von zwölf Minuten, in denen die ersten zehn Startpositionen vergeben wurden. Hamilton fuhr mit einer Rundenzeit von 1:58,179 Minuten die Bestzeit vor Vettel und Esteban Ocon. Es war die 78. Pole-Position für Hamilton in der Formel-1-Weltmeisterschaft.
Bottas, Hülkenberg, Sainz jr. und Vandoorne wurden für das Überschreiten der erlaubten Anzahl an zu verwendenden Antriebseinheiten in dieser Saison ans Ende des Feldes versetzt.

### Rennen
Beim Start wehrt sich Hamilton gegen den Angriff von Vettel und behauptete zunächst die Führung. Den beiden folgten Force-India-Piloten. Dahinter kam es zu einem Unfall, an dem Alonso, Hülkenberg und Leclerc beteiligt waren. Hülkenberg schätzte sein Bremsverhalten falsch ein, bevor er Alonso von hinten rammte, welcher anschließend über Leclercs Auto hinwegflog und auf dem Dach landete. Alle drei blieben unverletzt, mussten aber das Rennen beenden. Leclers Sauber traf bei der Aktion Ricciardo, welcher wiederum Räikkönen traf und diesem einen Reifenschaden zufügte.
Nach den Zwischenfällen in der ersten Kurve überholte Vettel Hamilton auf der Kemmel-Geraden in Runde 1. Hamilton versuchte am Ende der Geraden erneut zu überholen, ebenso wie die beiden Racing Point-Autos von Ocon und Pérez, und sie lagen in der Bremszone zu viert nebeneinander. wobei Vettel vorne blieb. Direkt danach entschied die Rennleitung das Safety-Car auf die Strecke zu schicken um die Autos zu bergen und die Trümmer zu beseitigen.
Alle Fahrer gingen direkt an die Box, während die Red Bull-Mechaniker versuchten, Ricciardos RB14 schnell zu reparieren. In Runde fünf kehrte der Australier dann mit zwei Runden Rückstand auf die Gruppe auf die Strecke zurück. Das Rennen wurde fortgesetzt, hinter den ersten beiden folgten Pérez, Ocon, Verstappen und Grosjean.
In Runde acht überholte Verstappen Ocon und erkämpfte sich den vierten Platz. Eine Runde später musste Räikkönen aufgeben, da das DRS nach dem Unfall beschädigt war und der Unterboden durch den Reifenschaden in der ersten Runde beschädigt worden war. Zwischenzeitlich überholte Verstappen auch Pérez für den dritten Platz, allerdings mit 12,7 Sekunden Rückstand auf den zweiten Platz. In Runde dreizehn fuhr Bottas in die Punkteränge und überholte Sirotkin.
In der 22. Runde stoppte Hamilton und kehrte hinter Verstappen auf den dritten Platz zurück. Eine Runde später absolvierte auch Vettel seinen Boxenstopp und behielt nach dem Stopp die Führung. Wenige Runden später begann der Kampf zwischen Ericsson und Hartley um den neunten Platz. Der Neuseeländer überholte den Sauber auf der Kemmel-Geraden, doch der Schwede eroberte die Position später zurück. In der 33. Runde ging auch Bottas an die Box, um einen Satz weicher Reifen zu montieren. In der Zwischenzeit schied Ricciardo aus, als er mit einer Runde Rückstand vom vorletzten Platz entfernt war. In den letzten Runden überholte Bottas die beiden Force-India und übernahm den vierten Platz. Der andere Mercedes-Fahrer, Hamilton, wurde jedoch langsamer und sah, wie der Abstand zum Spitzenreiter Vettel auf über zehn Sekunden anwuchs.
Vettel gewann das Rennen schlussendlich vor Hamilton und Verstappen. Es war der 52. Sieg für Vettel in der Formel-1-Weltmeisterschaft, er überholte somit Alain Prost und lag in der ewigen Bestenliste hinter Michael Schumacher und Hamilton auf dem dritten Platz. Die weiteren Punkteplatzierungen belegten Bottas, Pérez, Ocon, Grosjean, Magnussen, Gasly und Ericsson.
In der Fahrer- und Konstrukteurswertung blieben die ersten drei Positionen unverändert.

## Meldeliste
| Team                             | Nr. | Fahrer            | Chassis                       | Motor                         | Reifen |
| -------------------------------- | --- | ----------------- | ----------------------------- | ----------------------------- | ------ |
| Mercedes AMG Petronas F1 Team    | 44  | Lewis Hamilton    | Mercedes-AMG F1 W09 EQ Power+ | Mercedes-AMG F1 M09 EQ Power+ | P      |
| Mercedes AMG Petronas F1 Team    | 77  | Valtteri Bottas   | Mercedes-AMG F1 W09 EQ Power+ | Mercedes-AMG F1 M09 EQ Power+ | P      |
| Scuderia Ferrari                 | 05  | Sebastian Vettel  | Ferrari SF71H                 | Ferrari 062 EVO               | P      |
| Scuderia Ferrari                 | 07  | Kimi Räikkönen    | Ferrari SF71H                 | Ferrari 062 EVO               | P      |
| Aston Martin Red Bull Racing     | 03  | Daniel Ricciardo  | Red Bull Racing RB14          | Renault R.E.18                | P      |
| Aston Martin Red Bull Racing     | 33  | Max Verstappen    | Red Bull Racing RB14          | Renault R.E.18                | P      |
| Williams Martini Racing          | 18  | Lance Stroll      | Williams FW41                 | Mercedes-AMG F1 M09 EQ Power+ | P      |
| Williams Martini Racing          | 35  | Sergei Sirotkin   | Williams FW41                 | Mercedes-AMG F1 M09 EQ Power+ | P      |
| Renault Sport F1 Team            | 27  | Nico Hülkenberg   | Renault R.S.18                | Renault R.E.18                | P      |
| Renault Sport F1 Team            | 55  | Carlos Sainz jr.  | Renault R.S.18                | Renault R.E.18                | P      |
| Haas F1 Team                     | 08  | Romain Grosjean   | Haas VF-18                    | Ferrari 062 EVO               | P      |
| Haas F1 Team                     | 20  | Kevin Magnussen   | Haas VF-18                    | Ferrari 062 EVO               | P      |
| Red Bull Toro Rosso Honda        | 10  | Pierre Gasly      | Scuderia Toro Rosso STR13     | Honda RA618H                  | P      |
| Red Bull Toro Rosso Honda        | 28  | Brendon Hartley   | Scuderia Toro Rosso STR13     | Honda RA618H                  | P      |
| McLaren F1 Team                  | 02  | Stoffel Vandoorne | McLaren MCL33                 | Renault R.E.18                | P      |
| McLaren F1 Team                  | 14  | Fernando Alonso   | McLaren MCL33                 | Renault R.E.18                | P      |
| McLaren F1 Team                  | 47  | Lando Norris      | McLaren MCL33                 | Renault R.E.18                | P      |
| Alfa Romeo Sauber F1 Team        | 09  | Marcus Ericsson   | Sauber C37                    | Ferrari 062 EVO               | P      |
| Alfa Romeo Sauber F1 Team        | 16  | Charles Leclerc   | Sauber C37                    | Ferrari 062 EVO               | P      |
| Racing Point Force India F1 Team | 11  | Sergio Pérez      | Force India VJM11             | Mercedes-AMG F1 M09 EQ Power+ | P      |
| Racing Point Force India F1 Team | 31  | Esteban Ocon      | Force India VJM11             | Mercedes-AMG F1 M09 EQ Power+ | P      |

Anmerkungen
1. 1 2  Der McLaren mit der Startnummer 47 wurde im ersten freien Training für Norris eingesetzt. Alonso übernahm das Fahrzeug anschließend für das restliche Rennwochenende mit seiner Startnummer 14.

## Klassifikationen

### Qualifying
| Pos.                                                                      | Fahrer            | Konstrukteur              | Q1       | Q2         | Q3         | Start |
| ------------------------------------------------------------------------- | ----------------- | ------------------------- | -------- | ---------- | ---------- | ----- |
| 01                                                                        | Lewis Hamilton    | Mercedes                  | 1:42,977 | 1:41,553   | 1:58,179   | 01    |
| 02                                                                        | Sebastian Vettel  | Ferrari                   | 1:43,035 | 1:41,501   | 1:58,905   | 02    |
| 03                                                                        | Esteban Ocon      | Force India-Mercedes      | 1:44,003 | 1:43,302   | 2:01,851   | 03    |
| 04                                                                        | Sergio Pérez      | Force India-Mercedes      | 1:44,004 | 1:43,014   | 2:01,894   | 04    |
| 05                                                                        | Romain Grosjean   | Haas-Ferrari              | 1:43,597 | 1:43,042   | 2:02,122   | 05    |
| 06                                                                        | Kimi Räikkönen    | Ferrari                   | 1:42,585 | 1:41,533   | 2:02,671   | 06    |
| 07                                                                        | Max Verstappen    | Red Bull Racing-TAG Heuer | 1:43,199 | 1:42,554   | 2:02,769   | 07    |
| 08                                                                        | Daniel Ricciardo  | Red Bull Racing-TAG Heuer | 1:43,604 | 1:43,126   | 2:02,939   | 08    |
| 09                                                                        | Kevin Magnussen   | Haas-Ferrari              | 1:43,834 | 1:43,320   | 2:04,933   | 09    |
| 10                                                                        | Valtteri Bottas   | Mercedes                  | 1:42,805 | 1:42,191   | keine Zeit | 17    |
| 11                                                                        | Pierre Gasly      | Scuderia Toro Rosso-Honda | 1:44,221 | 1:43,844   | –          | 10    |
| 12                                                                        | Brendon Hartley   | Scuderia Toro Rosso-Honda | 1:44,153 | 1:43,865   | –          | 11    |
| 13                                                                        | Charles Leclerc   | Sauber-Ferrari            | 1:43,654 | 1:44,062   | –          | 12    |
| 14                                                                        | Marcus Ericsson   | Sauber-Ferrari            | 1:43,846 | 1:44,301   | –          | 13    |
| 15                                                                        | Nico Hülkenberg   | Renault                   | 1:44,145 | keine Zeit | –          | 18    |
| 16                                                                        | Carlos Sainz jr.  | Renault                   | 1:44,489 | –          | –          | 19    |
| 17                                                                        | Fernando Alonso   | McLaren-Renault           | 1:44,917 | –          | –          | 14    |
| 18                                                                        | Sergei Sirotkin   | Williams-Mercedes         | 1:44,998 | –          | –          | 15    |
| 19                                                                        | Lance Stroll      | Williams-Mercedes         | 1:45,134 | –          | –          | 16    |
| 20                                                                        | Stoffel Vandoorne | McLaren-Renault           | 1:45,307 | –          | –          | 20    |
| 107-Prozent-Zeit: 1:49,766 min (bezogen auf Q1-Bestzeit von 1:42,585 min) |                   |                           |          |            |            |       |

Anmerkungen
1. 1 2 3 4  Bottas, Hülkenberg, Sainz jr. und Vandoorne wurden für das Überschreiten der erlaubten Anzahl an zu verwendenden Antriebseinheiten in dieser Saison ans Ende des Feldes versetzt.

### Rennen
| Pos. | Fahrer            | Konstrukteur              | Runden | Stopps | Zeit        | Start | Schnellste Runde |
| ---- | ----------------- | ------------------------- | ------ | ------ | ----------- | ----- | ---------------- |
| 01   | Sebastian Vettel  | Ferrari                   | 44     | 2      | 1:23:34,476 | 02    | 1:46,644 (25.)   |
| 02   | Lewis Hamilton    | Mercedes                  | 44     | 2      | + 11,061    | 01    | 1:46,721 (23.)   |
| 03   | Max Verstappen    | Red Bull Racing-TAG Heuer | 44     | 2      | + 31,372    | 07    | 1:46,946 (36.)   |
| 04   | Valtteri Bottas   | Mercedes                  | 44     | 3      | + 1:08,605  | 17    | 1:46,286 (32.)   |
| 05   | Sergio Pérez      | Force India-Mercedes      | 44     | 2      | + 1:11,023  | 04    | 1:48,080 (38.)   |
| 06   | Esteban Ocon      | Force India-Mercedes      | 44     | 2      | + 1:19,520  | 03    | 1:48,078 (35.)   |
| 07   | Romain Grosjean   | Haas-Ferrari              | 44     | 2      | + 1:25,953  | 05    | 1:48,283 (35.)   |
| 08   | Kevin Magnussen   | Haas-Ferrari              | 44     | 2      | + 1:27,639  | 09    | 1:47,937 (36.)   |
| 09   | Pierre Gasly      | Scuderia Toro Rosso-Honda | 44     | 2      | + 1:45,892  | 10    | 1:48,588 (36.)   |
| 10   | Marcus Ericsson   | Sauber-Ferrari            | 43     | 2      | + 1 Runde   | 13    | 1:48,694 (35.)   |
| 11   | Carlos Sainz jr.  | Renault                   | 43     | 2      | + 1 Runde   | 19    | 1:48,670 (32.)   |
| 12   | Sergei Sirotkin   | Williams-Mercedes         | 43     | 2      | + 1 Runde   | 15    | 1:49,113 (42.)   |
| 13   | Lance Stroll      | Williams-Mercedes         | 43     | 2      | + 1 Runde   | 16    | 1:49,287 (39.)   |
| 14   | Brendon Hartley   | Scuderia Toro Rosso-Honda | 43     | 2      | + 1 Runde   | 11    | 1:48,756 (33.)   |
| 15   | Stoffel Vandoorne | McLaren-Renault           | 43     | 3      | + 1 Runde   | 20    | 1:48,956 (38.)   |
| –    | Daniel Ricciardo  | Red Bull Racing-TAG Heuer | 28     | 1      | DNF         | 08    | 1:49,242 (27.)   |
| –    | Kimi Räikkönen    | Ferrari                   | 8      | 2      | DNF         | 06    | 1:54,320 (06.)   |
| –    | Charles Leclerc   | Sauber-Ferrari            | 0      | 0      | DNF         | 12    | –                |
| –    | Fernando Alonso   | McLaren-Renault           | 0      | 0      | DNF         | 14    | –                |
| –    | Nico Hülkenberg   | Renault                   | 0      | 0      | DNF         | 18    | –                |

Anmerkungen
1. ↑  Bottas erhielt eine Zeitstrafe von fünf Sekunden für das Verursachen einer Kollision.

## WM-Stände nach dem Rennen
Die ersten zehn des Rennens bekamen 25, 18, 15, 12, 10, 8, 6, 4, 2 bzw. 1 Punkt(e).

### Fahrerwertung
| Pos. | Fahrer           | Konstrukteur              | Punkte |
| ---- | ---------------- | ------------------------- | ------ |
| 01   | Lewis Hamilton   | Mercedes                  | 231    |
| 02   | Sebastian Vettel | Ferrari                   | 214    |
| 03   | Kimi Räikkönen   | Ferrari                   | 146    |
| 04   | Valtteri Bottas  | Mercedes                  | 144    |
| 05   | Max Verstappen   | Red Bull Racing-TAG Heuer | 120    |
| 06   | Daniel Ricciardo | Red Bull Racing-TAG Heuer | 118    |
| 07   | Nico Hülkenberg  | Renault                   | 52     |
| 08   | Kevin Magnussen  | Haas-Ferrari              | 49     |
| 09   | Fernando Alonso  | McLaren-Renault           | 44     |
| 10   | Sergio Pérez     | Force India-Mercedes      | 40     |

| Pos. | Fahrer            | Konstrukteur              | Punkte |
| ---- | ----------------- | ------------------------- | ------ |
| 11   | Esteban Ocon      | Force India-Mercedes      | 37     |
| 12   | Carlos Sainz jr.  | Renault                   | 30     |
| 13   | Pierre Gasly      | Scuderia Toro Rosso-Honda | 28     |
| 14   | Romain Grosjean   | Haas-Ferrari              | 27     |
| 15   | Charles Leclerc   | Sauber-Ferrari            | 13     |
| 16   | Stoffel Vandoorne | McLaren-Renault           | 8      |
| 17   | Marcus Ericsson   | Sauber-Ferrari            | 6      |
| 18   | Lance Stroll      | Williams-Mercedes         | 4      |
| 19   | Brendon Hartley   | Scuderia Toro Rosso-Honda | 2      |
| 20   | Sergei Sirotkin   | Williams-Mercedes         | 0      |

### Konstrukteurswertung
| Pos. | Konstrukteur              | Punkte |
| ---- | ------------------------- | ------ |
| 1    | Mercedes                  | 375    |
| 2    | Ferrari                   | 360    |
| 3    | Red Bull Racing-TAG Heuer | 238    |
| 4    | Renault                   | 82     |
| 5    | Haas-Ferrari              | 76     |

| Pos. | Konstrukteur              | Punkte |
| ---- | ------------------------- | ------ |
| 06   | McLaren-Renault           | 52     |
| 07   | Scuderia Toro Rosso-Honda | 30     |
| 08   | Sauber-Ferrari            | 19     |
| 09   | Force India-Mercedes      | 18     |
| 10   | Williams-Mercedes         | 4      |